# キリスト教悪魔学における性
この項目では、キリスト教悪魔学における性の概念を扱っている。

## 悪魔の性

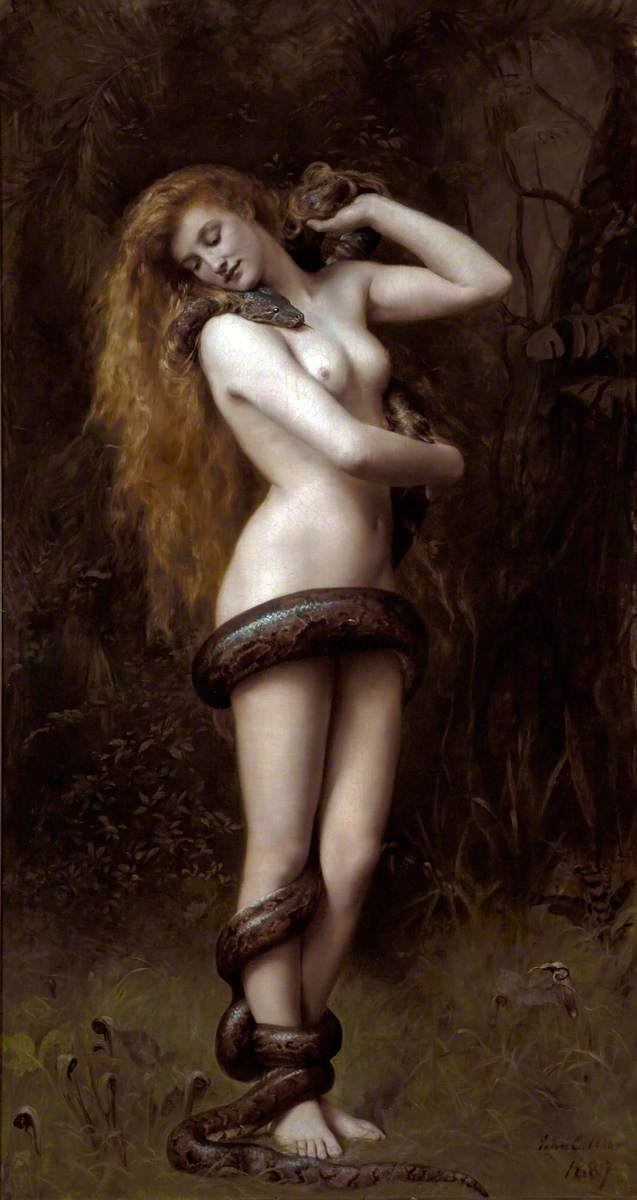
『リリス』ジョン・コリア

シュメール人、バビロニア人、アッシリア人、ユダヤ人には男性と女性の悪魔がいた（ユダヤの悪魔は主に男性だったが、リリスのように女性の例もある）。キリスト教悪魔学と神学では、悪魔の性別に関する問題が論議されている。
ユダヤ・キリスト教起源の悪魔に関する初期の論文である『ソロモンの遺訓』は、女性として男性と交わる悪魔オルニアスに言及している。
ニュッサのグレゴリオス（4世紀）とルドヴィコ・マリア・シニストラリ（17世紀）は、男性の悪魔と女性の悪魔、または少なくとも男性の特徴を持つ悪魔と女性の特徴を持つ悪魔がいると信じていた。

## 悪魔の色欲

### 初期の提唱者
アウグスティヌス（5世紀）、ヒンクマール（9世紀）、 ミカエル・プセロス（11世紀）、オーベルニュのギヨーム（13世紀）、ヨハネス・タウラー（14世紀）、ルドヴィコ・マリア・シニストラリ（17世紀）は、悪魔は性欲が強く淫らな存在であるという考えを支持した。

### 初期の否定意見
プルタルコス（1-2世紀）、トマス・アクィナス（13世紀）、ニコラ・レミー（16世紀）、アンリ・ボゲ（16-17世紀）は、悪魔は色欲や情欲を知らず、愛のような好意を持つことができず、嫉妬は愛の結果なので、嫉妬することもできないと述べた。

### 中立的見解
『魔女に与える鉄槌』の著者であるハインリヒ・クラーマーとヤーコプ・シュプレンガー（15世紀）は中間的な見解を採用した。彼らの本によると、悪魔は魔女に対する愛を感じなかった。これは、悪魔との性的関係が、男性と女性がサタンと作った悪魔の契約書の一部だったからである。人々に対してインキュバスとサキュバスの役をする悪魔たちは、愛する人と一緒にいて、彼ら、彼女らと性交をしたいと望んでいた情熱的な者だった。
アウグスティヌス、ヒンクマール、そしてプセロスは、悪魔が人間と性的関係を結んだのは淫欲のためだと考えた。オーベルニュのギヨームは、悪魔が長くて美しい女性の髪に特に魅力を感じたと考えたので、女性はキリスト教の服飾の慣習に従わなければならなかった。タウラーは、悪魔は淫乱であるとの見解を持っていたため、悪魔は自身の劣情を満足させるために人間との性交を望んでいると考えた。シニストラリは悪魔が性的欲望を感じるという考えを支持したが、満足と喜びだけが人間と性的関係を築く動機ではなく、生殖を望んでいる可能性もあると指摘した。
プルタルコスは、悪魔は生殖する必要がないため性的欲求を感じることができないと書いている。彼の著作は後にレミーの見解に影響を与えた。トマス・アクィナスは、悪魔は官能や情欲を経験することができないと主張し、悪魔はひどい性的罪を犯すように誘惑する目的で人間を誘惑したがっていると述べた。レミーは、最初から所定の数で創造されているため悪魔は生殖する必要はなく、美しさに触発された性的欲求を感じないと考えた。
ボゲは、悪魔は不滅で、子孫を持つ必要がないため性的な器官を持つ必要もなく、悪魔は色欲や性欲を知らなかったと述べた。ヴィグナティはボゲに、悪魔との性的関係は想像上のものであり、悪魔が誘発させた単なる幻覚であると言った。

## 性的関係
キリスト教徒の悪魔学者は、悪魔と人間の間に性的関係が起こることに同意するが、理由と方法では意見が一致しない。共通の見解は、悪魔は男性と女性を罪に誘導し、姦通はしばしば関連する罪とみなされるということである。ピエール・ド・ロストギイは、サタンが結婚した女性と性交して、罪に姦通を加えることを好むという考えを支持した。
ニュッサのグレゴリオスは、悪霊は人間との間にカンビオンという子供を持ち、悪霊の数を増やそうとしていると述べた。
悪魔はいつもインキュバスとサキュバスの形で魔術師と性的関係を持つと考えられていたが、一部の魔女はヤギの形をした男性の悪魔と性交したと言われている。しかし、一般の人々は、信じられているように、特に眠っている間、時には目が覚めた時に、誘惑に抵抗することができないような美しい男または魅力的な女の姿をしたインキュバスやサキュバスによって誘惑された。キリスト教の神学者が主張するように、その時には常に抵抗の可能性が存在したが、しかし、罪を犯す傾向の方が彼らの信仰よりも強かった。フランチェスコ・マリア・グアッツォは、悪魔と人間との性的関係について詳しく説明した。
『魔女に与える鉄槌』は、悪魔と人間の性的関係が存在することがキリスト教徒にとって不可欠な信念であることを確立した。しかし、その著者たちは、女性が子供を産む際に、大量の空気が膣から出ることから、悪魔が、サバトで女性たちに特定のハーブを飲ませ、彼女らの腹に空気が満たされたため、想像妊娠が引き起こされた可能性も考えた。 想像妊娠は後に医学によって説明された。
多くのキリスト教神学者（マルティン・ルターとジャン・ボダンなど）は、悪魔は女性を妊娠させる可能性があると信じていたが、その子供たちは短命で、虚弱だった。他の神学者（トマソ・マルベンダとヨーハン・コホラエウスなど）は、これらの子供たちがアッティラ、マルティン・ルター、メリュジーヌ、または反キリストのような重要な存在になる可能性があると考えた。
アウグスティヌス、インノケンティウス8世、アルベルトゥス・マグヌス、トマス・アクィナス、アルルのマルタンとルドヴィコ・マリア・シニストラリは、悪魔が女性を受精させることができると考えたが、ウルリヒ・モリトール、ハインリヒ・クラーマー、ヤーコプ・シュプレンガーとニコラ・レミーはそれに反対した。
レミーによれば、悪魔との性的関係は苦痛なものとされた一方で、その関係を持ったと告白した多くの人は満足していると語った。